# M'Bairo Abakar
M'Bairo Abakar (geb. 13. Januar 1961) ist ein ehemaliger tschadischer Judoka.

## Sport
Abakar trat bei den Olympischen Sommerspielen 1992 in Barcelona an. Im Halbmittelgewicht (bis 78 kg) verlor er gegen den US-Amerikaner Jason Morris in der zweiten Runde.